# Шанкар, Ананда
Ананда Шанкар (англ. Ananda Shankar, 11 декабря 1942 — 26 марта 1999) — индийский музыкант бенгальского происхождения, получивший известность за успешный синтез традиционной индийской и западной музыки.

## Ранние годы
Сын Удая и Амалы Шанкар, племянник Рави Шанкара.
Изучал классическую музыку в Бенаресском индуистском университете.

## Карьера
Написал сценарий и музыку для Yuga Chhanda — постановки культурного центра Удая Шанкара. Также сочинил музыку для фильмов «Калькутта 71», «Рядовой» и «Хор» Мринала Сена. Последний принёс ему Национальную кинопремию. Его музыка также использовалась в самолётах компании Indian Airlines. 

## Дискография
- Ananda Shankar, 1970 (LP, Reprise 6398/CD, Collectors' Choice CCM-545)
- Ananda Shankar And His Music, 1975 (EMI India)
- India Remembers Elvis, 1977 (EP EMI India S/7EPE. 3201)
- Missing You, 1977 (EMI India)
- A Musical Discovery of India, 1978 (EMI India)
- Sa-Re-Ga Machan, 1981 (EMI India)
- 2001, 1984 (EMI India)
- Temptations, 1992 (Gramaphone Company of India)
- Ananda Shankar: Shubh- The Auspicious, 1995
- Ananda, 1999 (EMI India)
- Arpan, 2000 (EMI India)
- Walking On, 2000 (Real World 48118-2, with State of Bengal)
- Ananda Shankar: A Life in Music — The Best of the EMI Years, 2005 (Times Square TSQ-CD-9052)